# Geophaginae
Geophaginae là một phân họ Cá hoàng đế phân bố ở Nam Mỹ, ở đây chúng sống ở vùng Andes và xa về phía nam như miền bắc Argentina. Phân họ này có thể được chia thành 2 nhóm dựa trên hình dáng và tập tính:
- Dwarf cichlid, kích thước không quá 10 xentimét (3,9 in): Apistogramma, Apistogrammoides, Biotoecus, Crenicara, Dicrossus, Mazarunia, Microgeophagus, và Taeniacara.
- Eartheaters, có kích thước trung bình-nhỏ đến tương đối lớn, chúng có tập tính ngậm cát hoặc đất: Acarichthys, Biotodoma, Geophagus, Gymnogeophagus, và Satanoperca.

## Các chi
- Acarichthys
- Apistogramma
- Apistogrammoides
- Biotodoma
- Biotoecus
- Crenicara
- Dicrossus
- Geophagus
- Gymnogeophagus
- Mazarunia
- Microgeophagus
- Satanoperca
- Taeniacara